# Tenay
Tenay és un municipi francès situat al departament de l'Ain i a la regió d'Alvèrnia-Roine-Alps. L'any 2007 tenia 1.103 habitants.

## Demografia

### Població
El 2007 la població de fet de Tenay era de 1.103 persones. Hi havia 476 famílies de les quals 188 eren unipersonals (108 homes vivint sols i 80 dones vivint soles), 124 parelles sense fills, 116 parelles amb fills i 48 famílies monoparentals amb fills.
La població ha evolucionat segons el següent gràfic:
Habitants censats

### Habitatges
El 2007 hi havia 749 habitatges, 478 eren l'habitatge principal de la família, 108 eren segones residències i 163 estaven desocupats. 407 eren cases i 333 eren apartaments. Dels 478 habitatges principals, 274 estaven ocupats pels seus propietaris, 192 estaven llogats i ocupats pels llogaters i 13 estaven cedits a títol gratuït; 5 tenien una cambra, 51 en tenien dues, 124 en tenien tres, 147 en tenien quatre i 152 en tenien cinc o més. 245 habitatges disposaven pel capbaix d'una plaça de pàrquing. A 239 habitatges hi havia un automòbil i a 130 n'hi havia dos o més.

### Piràmide de població
La piràmide de població per edats i sexe el 2009 era:
| Homes | Edats   | Dones |
| ----- | ------- | ----- |
| 0     | 95 o +  | 16    |
| 8     | 90 a 94 | 4     |
| 8     | 85 a 89 | 16    |
| 8     | 80 a 84 | 20    |
| 28    | 75 a 79 | 68    |
| 36    | 70 a 74 | 52    |
| 20    | 65 a 69 | 32    |
| 32    | 60 a 64 | 16    |
| 40    | 55 a 59 | 32    |
| 36    | 50 a 54 | 28    |
| 32    | 45 a 49 | 24    |
| 16    | 40 a 44 | 32    |
| 20    | 35 a 39 | 36    |
| 40    | 30 a 34 | 12    |
| 32    | 25 a 29 | 48    |
| 36    | 20 a 24 | 24    |
| 56    | 15 a 19 | 28    |
| 32    | 10 a 14 | 44    |
| 28    | 5 a 9   | 24    |
| 28    | 0 a 4   | 40    |

## Economia
El 2007 la població en edat de treballar era de 649 persones, 439 eren actives i 210 eren inactives. De les 439 persones actives 393 estaven ocupades (225 homes i 168 dones) i 46 estaven aturades (18 homes i 28 dones). De les 210 persones inactives 84 estaven jubilades, 49 estaven estudiant i 77 estaven classificades com a «altres inactius».

### Ingressos
El 2009 a Tenay hi havia 482 unitats fiscals que integraven 1.040 persones, la mediana anual d'ingressos fiscals per persona era de 15.265 €.

### Activitats econòmiques
Dels 47 establiments que hi havia el 2007, 2 eren d'empreses extractives, 3 d'empreses alimentàries, 3 d'empreses de fabricació d'altres productes industrials, 8 d'empreses de construcció, 6 d'empreses de comerç i reparació d'automòbils, 4 d'empreses de transport, 4 d'empreses d'hostatgeria i restauració, 2 d'empreses d'informació i comunicació, 1 d'una empresa financera, 2 d'empreses immobiliàries, 4 d'empreses de serveis, 5 d'entitats de l'administració pública i 3 d'empreses classificades com a «altres activitats de serveis».
Dels 12 establiments de servei als particulars que hi havia el 2009, 1 era una oficina de correu, 2 paletes, 1 guixaire pintor, 1 fusteria, 3 lampisteries, 1 electricista, 1 perruqueria i 2 restaurants.
Dels 4 establiments comercials que hi havia el 2009, 1 era una botiga de més de 120 m², 2 fleques i 1 una joieria.

## Equipaments sanitaris i escolars
L'únic equipament sanitari que hi havia el 2009 era una farmàcia.
El 2009 hi havia 1 escola maternal i 1 escola elemental.

## Poblacions més properes
El següent diagrama mostra les poblacions més properes.